# Jimmy Rimmer
John James Rimmer (10 de fevereiro de 1948) é um ex-futebolista inglês que jogou como goleiro.

## Carreira
Rimmer ingressou no Manchester United ainda estudante em 1963, tornando-se profissional dois anos depois. Ele passou onze anos em Old Trafford, principalmente como substituto de Alex Stepney, incluindo estar no banco na final da Taça dos Campeões de 1968. Rimmer jogou apenas 46 vezes pelo United e em outubro de 1973 foi emprestado ao Swansea City. O Arsenal o contratou do United em fevereiro de 1974, como um substituto de longa data de Bob Wilson.
Rimmer fez apenas uma aparição em 1973-74, conseguindo um clean sheet logo em sua estreia contra o Liverpool. Após a aposentadoria de Wilson no final daquela temporada, Rimmer tornou-se o titular do Arsenal pelas três temporadas seguintes, e esteve quase sempre presente para os Gunners, ganhando o prêmio de Jogador do Ano do Arsenal em 1975.
Um ano depois que o técnico do Tottenham, Terry Neill, assumiu o comando do Arsenal, ele contratou Pat Jennings de seu antigo clube e Rimmer foi vendido para o Aston Villa, depois de ter disputado 146 partidas pelo Arsenal. No Villa, Rimmer foi o goleiro titular nas seis temporadas seguintes, ganhando a Primeira Divisão em 1981. No ano seguinte, Villa chegou à final da Copa da Europa, mas Rimmer se machucou após apenas nove minutos e teve de ser substituído por Nigel Spink. Os Villans venceram o Bayern de Munique por 1 a 0, o que significa que Rimmer se tornou o segundo jogador, depois de Saul Malatrasi, a ser campeão da Europa em dois clubes.
Rimmer deixou Villa em 1983 para se juntar ao Swansea City.

## Carreira internacional
Durante seu tempo no Arsenal, Rimmer também ganhou sua única convocação para a Inglaterra, contra a Itália em um amistoso. Rimmer tomou dois gols e foi substituído no intervalo; A Inglaterra conseguiu se recuperar e vencer por 3-2.

## Treinador de goleiros
Depois de se aposentar, Rimmer tornou-se o treinador de goleiros do Swansea, passando por um breve período como técnico após a demissão de Kevin Cullis, antes de ser substituído por Jan Molby. Ele então passou vários anos na China como treinador de goleiros da seleção nacional e do Dalian Shide.

## Vida pessoal
Rimmer nasceu em Southport, Lancashire. 
Depois de ser técnico no Canadá, Rimmer se aposentou do futebol e agora mora em Swansea.

## Títulos

### Clube
Manchester United
- Taça da Europa : 1968

Aston Villa
- Primeira Divisão Inglesa: 1981
- Supercopa da Inglaterra: 1981
- Taça da Europa : 1982
- Supercopa da Europa : 1982

### Títulos Individuais
- Jogador do ano do Arsenal - 1975 [4]